# 프랑스계 캐나다인
프랑스계 캐나다인(영어: French Canadian 프랑스어: Canadien français)은 좁게는 캐나다에 예부터 이민한 프랑스인과 그들의 자손을, 넓게는 캐나다에서 프랑스어를 사용하는 캐나다인을 가리킨다.
프랑스계 캐나다인의 시초는 17세기에서 18세기 중반 사이 정착민들이 프랑스에서 퀘벡으로 들어온 것에서 시작되었다. 그러나 상당수가 죽거나 프랑스로 되돌아갔으며, 불과 2,600여 명만이 퀘벡에 정착했었다. 오늘날 프랑스계 캐나다인 700만 명과 미국의 프랑스계 미국인들은 모두 이 2,600여 정착민의 후손들이다.

## 조직
- Fédération culturelle canadienne-française (프랑스계 캐나다인 문화 연맹)
- Association francophone pour le savoir
- Fédération de la jeunesse canadienne-française (프랑스계 캐나다인 청소년 연맹)

## 프랑스계 캐나다인의 깃발

퀘벡 주의 깃발
아카디 (Acadie) 계 주민의 깃발
프랑스계 브리티시컬럼비아 주민의 깃발
프랑스계 앨버타 주민의 깃발
프랑스계 서스캐처원 주민의 깃발
프랑스계 매니토바 주민의 깃발
프랑스계 온타리오 주민의 깃발
프랑스계 뉴펀들랜드 주민의 깃발
프랑스계 유콘 주민의 깃발
프랑스계 노스웨스트 주민의 깃발
프랑스계 누나부트 주민의 깃발

## 저명한 사람
- 기욤 패트리
- 크리스 벤와
- 셀린 디온
- 윌프리드 로리에
- 루이 생로랑
- 샤를 아믈랭 & 프랑수아 아믈랭 형제
- 피에르 트뤼도
- 자크 빌뇌브
- 장 크레티앵
- 에이브릴 라빈
- 앙드레 가뇽
- 조르주 생 피에르

## 같이 보기
- 캐나다의 민족